# Entente sportive du Cannet Rocheville (volley-ball)
Cet article concerne le club de volley-ball féminin. Pour le club de football, voir Entente sportive Le Cannet-Rocheville (football).
Maillots
L'Entente Sportive Le Cannet-Rocheville est un ancien club féminin de volley-ball français de la ville du Cannet. Leur slogan fut "On gagne à être ensemble".

## Historique
Le club multisport de l'Entente Sportive est créé en 1968. La section volley-ball ouvre ses portes en 1994.
Le Cannet a mis fin à une série de 7 ans sans défaite du RC Cannes en Ligue AF lors du derby remporté 3 à 2 (21 à 19) au Tie-Break le 13 février 2010.
Le Cannet a mis fin à une série de 12 ans sans défaite du RC Cannes en Coupe de France lors du derby remporté 3 à 1 le 21 mars 2015.
Le club termine deuxième de la phase régulière du Championnat de France de volley-ball féminin 2014-2015, puis s'incline 3 sets à 2 en finale des plays-offs.
Le 22 décembre 2015, Le Cannet remporte la première édition de la Supercoupe de France féminine de volley-ball face au RC Cannes.
En 2018, l'Entente sportive Le Cannet-Rocheville et le club suisse du VBC Voléro Zurich coopère pour donner naissance au Volero Le Cannet.

## Historique des logos

Logo de ? à 2011.
Logo de 2011 à 2017.

## Palmarès
- Supercoupe de France
  - Vainqueur :  2015
- Coupe de France
  - Vainqueur :  2015
  - Finaliste :  2008, 2011
- Coupe de la CEV
  - Finaliste :  2008
- Championnat de Nationale 1 (1)
  - Vainqueur :  2005
- Championnat de Nationale 2 (1)
  - Vainqueur :  1999